# Cleveland Crusaders
I Cleveland Crusaders sono stati una squadra di hockey su ghiaccio della World Hockey Association con sede nella città di Cleveland nello stato dell'Ohio. Nati nel 1972 con il nome di Calgary Broncos e sciolti nel 1976, hanno disputato il loro incontri casalinghi presso il Coliseum at Richfield.

## Storia
In origine una delle squadre fondatrici della WHA doveva essere quella dei Calgary Broncos, nati per rivaleggiare con gli Edmonton Oilers nel derby dell'Alberta, tuttavia prima dell'inizio della stagione il proprietario della squadra morì e la franchigia fu subito trasferita a Cleveland.
Nelle prime due stagioni la squadra giocò nella Cleveland Arena, costringendo dopo pochi mesi i Cleveland Barons a trasferirsi a Jacksonville in Florida. I Crusaders nella stagione 1972-73 giunsero fino alle semifinali dell'Avco World Trophy dove furono sconfitti dai futuri vincitori dei New England Whalers. Nelle tre stagioni successive la squadra giunse sempre ai playoff, tuttavia non riuscì mai a superare il primo turno. Nel frattempo nel 1974 la squadra si era trasferita nel nuovo Coliseum at Richfield.
Nel 1976 i Crusaders dovettero lasciare Cleveland; infatti quell'anno i California Golden Seals della National Hockey League lasciarono Oakland e si trasferirono proprio a Cleveland riprendendo il nome di Cleveland Barons. La franchigia della WHA si sarebbe dovuta trasferire in Florida e prendere il nome di "Florida Breakers", ma la trattativa non andò in porto e i Crusaders andarono a Saint Paul ricreando la formazione dei Minnesota Fighting Saints sciolta pochi mesi prima.

## Record stagione per stagione
| Cleveland Crusaders |         |    |    |    |   |    |     |     |    |                                                                      |
| 1972-73             | Eastern | 78 | 43 | 32 | 3 | 89 | 287 | 239 | 2° | vince 1º turno (Philadelphia) 4-0 perde semifinali (New England) 1-4 |
| 1973-74             | Eastern | 78 | 37 | 32 | 9 | 83 | 266 | 264 | 3° | perde 1º turno (Toronto) 1-4                                         |
| 1974-75             | Eastern | 78 | 35 | 40 | 3 | 73 | 236 | 258 | 2° | perde 1º turno (Houston) 1-4                                         |
| 1975-76             | Eastern | 80 | 35 | 40 | 5 | 75 | 273 | 279 | 2° | perde preliminari (New England) 0-3                                  |

## Record della franchigia

### Singola stagione
Gol: 40  Gary Jarrett (1972-73)
Assist: 50  Ron Ward (1975-76)
Punti: 82  Ron Ward (1975-76)
Minuti di penalità: 201  Paul Baxter (1975-76)

### Carriera
Gol: 104  Gary Jarrett
Assist: 132  Paul Shmyr
Punti: 222  Gary Jarrett
Minuti di penalità: 538  Paul Shmyr
Partite giocate: 304  Gerry Pinder

## Palmarès

### Premi individuali
- Ben Hatskin Trophy: 1

Gerry Cheevers: 1972-1973
- Dennis A. Murphy Trophy: 1

Paul Shmyr: 1975-1976